# دورة فرنسا المفتوحة 2013
دورة فرنسا المفتوحة 2013 هي النسخة 112 من دورة رولان غاروس الدولية، امتدت من 26 مايو إلى 9 يونيو 2013 بباريس (فرنسا).

## الفائزون
- رافاييل نادال لفردي الرجال.
- سيرينا ويليامز لفردي السيدات.
- بوب براين و مايك براين لزوجي الرجال.
- ايكاترينا ماكاروفا و ايلينا فيسنينا لزوجي السيدات.